# Changes (музыкальная группа)
Changes — американская музыкальная группа, исполняющая музыку в жанре фолк/неофолк. Была сформирована в 1969 году. Основатели группы, Роберт Н. Тейлор (Robert N. Taylor) и Николас Теслук (Nicholas Tesluk) приходятся друг другу кузенами. За всё время существования группы можно выделить три определённых этапа их творчества. Состав группы неоднократно менялся. Changes в своём современном воплощении прочно ассоциируется с неофолком и считается предтечей этого музыкального направления.
Роберт Николас Тейлор, более известный как Роберт Н. Тейлор, ― американский музыкант, художник, германский неоязычник, писатель и политический активист. Помимо Changes, он также участвовал в музыкальном проекте под названием Soul Of Steel.

## Ранние выступления (1969—1973)
Changes оформились как дуэт Тейлора и Теслука, которые вместе играли на небольших концертах в Чикаго. Дуэт начал исполнять музыку в кофейнях и клубах, позднее перейдя к выступлениям на различных фестивалях фолк-музыки в районе Чикаго, в частности — в кампусах университетов. В 1973 году Тейлор переехал в Нью-Мексико, что привело к прекращению деятельности группы на год.

## Изменения в группе (1974—1977)
После возвращения в Чикаго, Тейлор и Теслук решили изменить состав группы, пригласив бывшую жену Роберта, Карен Тейлор (Karen Taylor) в качестве вокалистки. Кэрол Депуг (Carol DePugh) присоединился в 1975-1976-х годах. Группа периодически давала концерты в течение этого периода, хотя и не выпустила никаких записей. В 1977 году, после женитьбы Теслука и его переезда в Колорадо, группа распалась.

## Changes в современном виде (1994 – сегодняшний день)
В 1994 году, после получения открытки с разными текстами песен Changes на праздник Йоль, американский журналист и музыкант Майкл Мойнихэн заинтересовался творчеством группы и предложил переработать пробные записи коллектива, созданные ранее. После 18-летнего перерыва Changes возродились.
В 1995 году был выпущен первый полноценный релиз, Fire Of Life, совместно со Storm Records Мойнихэна и немецкими Cthulhu Records. В следующем, 1996 году, вышел самостоятельный CD под тем же самым названием, содержащий 11 песен. Оба релиза включали в себя аналоговые катушечные пробные записи Changes 1969-1974-х годов, обновленные и переработанные Мойнихэмом и Тейлором. В 1998-м Changes выпустили новый альбом ― Legends, тексты песен в котором основываются на сюжетах различных европейских легенд.
Австрийский звукозаписывающий лейбл HauRuck! переиздал Fire Of Life как на виниловых пластинках, так и на CD в 2001 году, до выхода нового альбома под названием Orphan In The Storm.  В 2004 немецкий лейбл Eis Und Licht выпустил альбом Time, в записи которого помимо Changes приняли участие Cadaverous Condition вместе с Мэттом Хаудэном. В этом же году состоялось выступление на фестивале Flammenzauber в городе Хельдрунген, Германия. Записи песен, исполненных на этом концерте позже были выпущены немецким лейблом Neue Aesthetik в сборнике под названием Hero Takes His Stand в формате двойного LP.
Changes выпустили очередной альбом, названный Twilight в 2005 году через лейбл HauRuck! и ещё один совместный альбом без названия с Эндрю Кингом через португальский лейбл Terra Fria.
В ноябре 2005 года провели турне по шести городам пяти европейских стран, которое назвали «The Men Among the Ruins Tour». Первое выступление прошло в городе Синтра, Португалия (совместно с Эндрю Кингом (Великобритания)), затем ― в Антверпене, Вене, Будапеште (совместно с группой The Moon and the Nightspirit), и, наконец, в Санкт-Петербурге и Москве (вместе с Allerseelen)
В 2005 году Теслук и Тейлор также встретились с немецким музыкантом Акселем Франком, членом фолк-группы Werkraum, что впоследствии привело к тесному сотрудничеству и совместному релизу «Kristalle» посредством австрийских Steinklang Industries. С тех пор также были запланированы совместные музыкальные выступления и релизы.
Совместный CD с Allerseelen был выпущен осенью 2006 года как часть совместного выступления в России в ноябре 2005. Он получил название «Men Among the Ruins», включал в себя 3 новые песни Changes и ещё 3 ― от Allerseelen. В записи принял участие московский лейбл Indiestate.
Новый LP под названием «A Ripple in Time» был выпущен White Label 31 октября 2006 года. LP включает в себя несколько песен, которые Роберт и Николас совместно написали в 60-70-х годах, но которые до того не были записаны кроме как на низкокачественных звукозаписывающих устройствах для личного использования. В новых студийных записях Changes пересмотрели и расширили звучание, чтобы оно больше подходило к их современному стилю. В альбом также была включена новая песня «Somewhere in the Night» и ещё два трека, «Eldorado» и «Paradiso», таким образом соединяя своё раннее творчество со своим современным воплощением. Альбом стал доступным позднее в CD формате с дополнительными треками.
LP ограниченного тиража, Legends, был выпущен HauRuck! 17 июля 2007 года. Хотя LP версия изначально была выпущена как CD Taproot Productions в 1998 году, эта версия включала в себя дополнительные музыкальные записи, которые не были записаны до этого. Изображение на обложке, хотя и было похоже на то, что было в CD версии, также было сильно изменено. Роберт Фербрейк из Studio Absenta также пересмотрел динамику звука. Альбом «Legends» ― песня, состоящая из шести частей, каждая из которых повествует о легендарной истории: «Homeric» (Греция), «The Aeneid» (Италия), «Eddic» (Скандинавия), «Song of Igor» (Россия), «Arthurian» (Великобритания) и «El Cid» (Испания).
В 2008, снова в качестве участников музыкального коллектива Werkraum, Николас и Роберт были вовлечены в работу над альбомом «Early Love Music» (снова в сотрудничестве с Steinklang Industries), который был тепло встречен критиками. Николас выступал в качестве вокалиста и гитариста, в то время как Тейлор перерабатывал различные поэмы, которые легли в основу песен.
Пятый студийный альбом Changes, «Lament», был выпущен в феврале 2010 года. Альбом был вдохновлён жизненным опытом Роберта и Николаса, оба они к тому времени успели развестись со своими жёнами. В нём присутствуют такие живые и пронзительные песни, как «The Invisible Man», «Emily» (текст основан на биографии Эмили Дикинсон), «The End of the Road», ремикс «Mountains of Sorrow» группы Der Blutharsch с драматичным чтением стихотворения Тейлора. В нём также были три ремейка более ранних работ Changes: «The Saddest Thing», «Memorabilia» and «Sweet Eve» (в последней песне вокалисткой выступала Элизабет Джейн из TESCO US).

## Дискография

### Альбомы и мини-альбомы
| Год  | Название             | Формат, примечания                        |
| ---- | -------------------- | ----------------------------------------- |
| 1995 | Fire Of Life         | 7", 2 tracks.                             |
| 1996 | Fire Of Life         | CD, full album.                           |
| 1998 | Legends              | CD                                        |
| 2001 | Fire Of Life         | CD, LP                                    |
| 2001 | Orphan In The Storm  | CD, LP                                    |
| 2001 | Time                 | 10"                                       |
| 2004 | Hero Takes His Stand | 2xLP, live at the Flammenzauber festival. |
| 2005 | Twilight             | 7"                                        |
| 2005 | Untitled             | CD, split with Andrew King.               |
| 2006 | Men Among the Ruins  | CD, split with Allerseelen                |
| 2006 | A Ripple in Time     | LP                                        |
| 2007 | Legends              | LP                                        |
| 2010 | Lament               | CD                                        |